# 馬伊澤格澤格河
13°36′50″N 39°13′34″E / 13.614°N 39.226°E

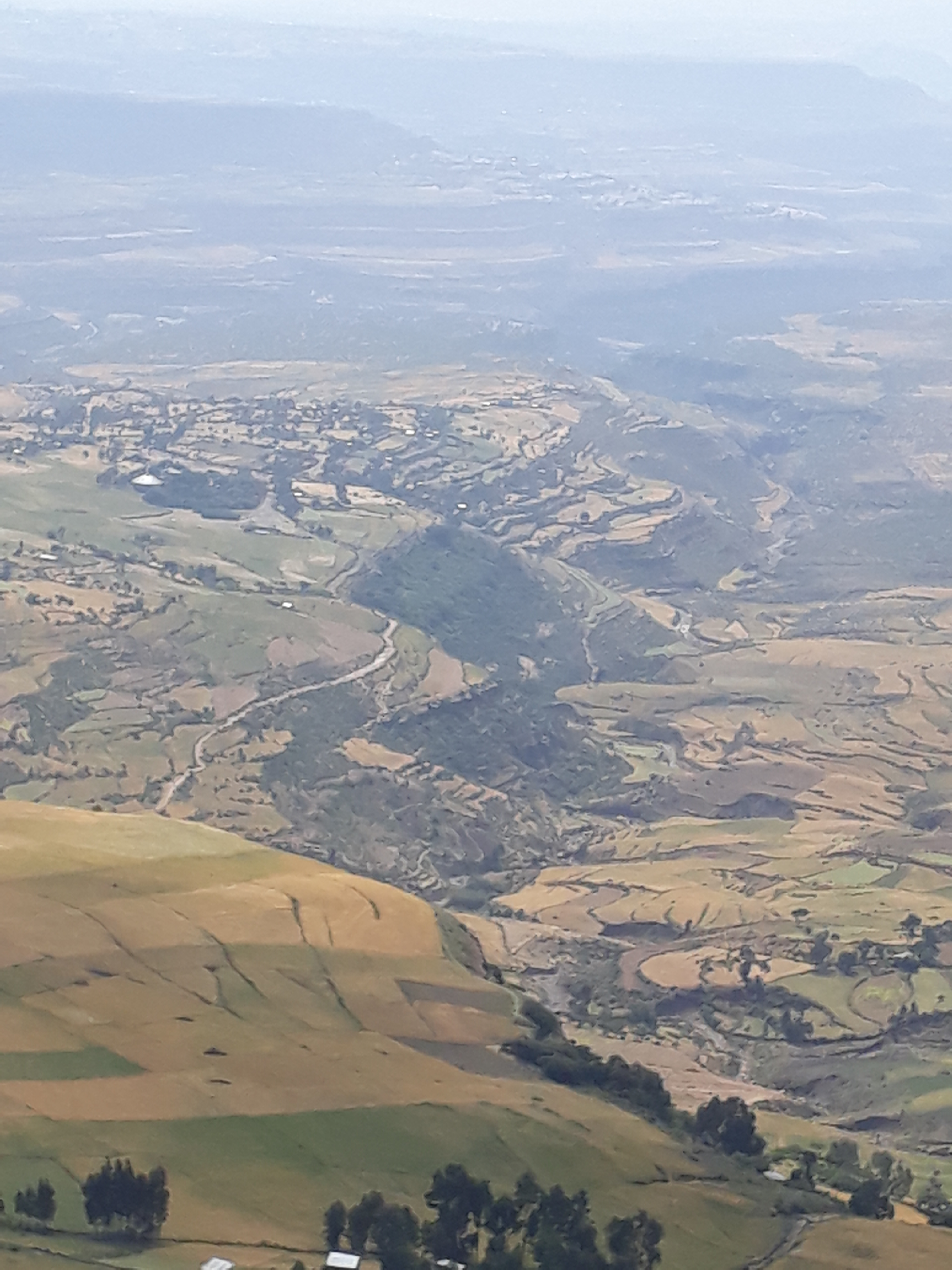

馬伊澤格澤格河是埃塞俄比亞的河流，位於該國北部，處於提格雷州，屬於尼羅河流域的一部分，河道全長7公里，該河設有多條徒步徑。